# Альвізе Віваріні

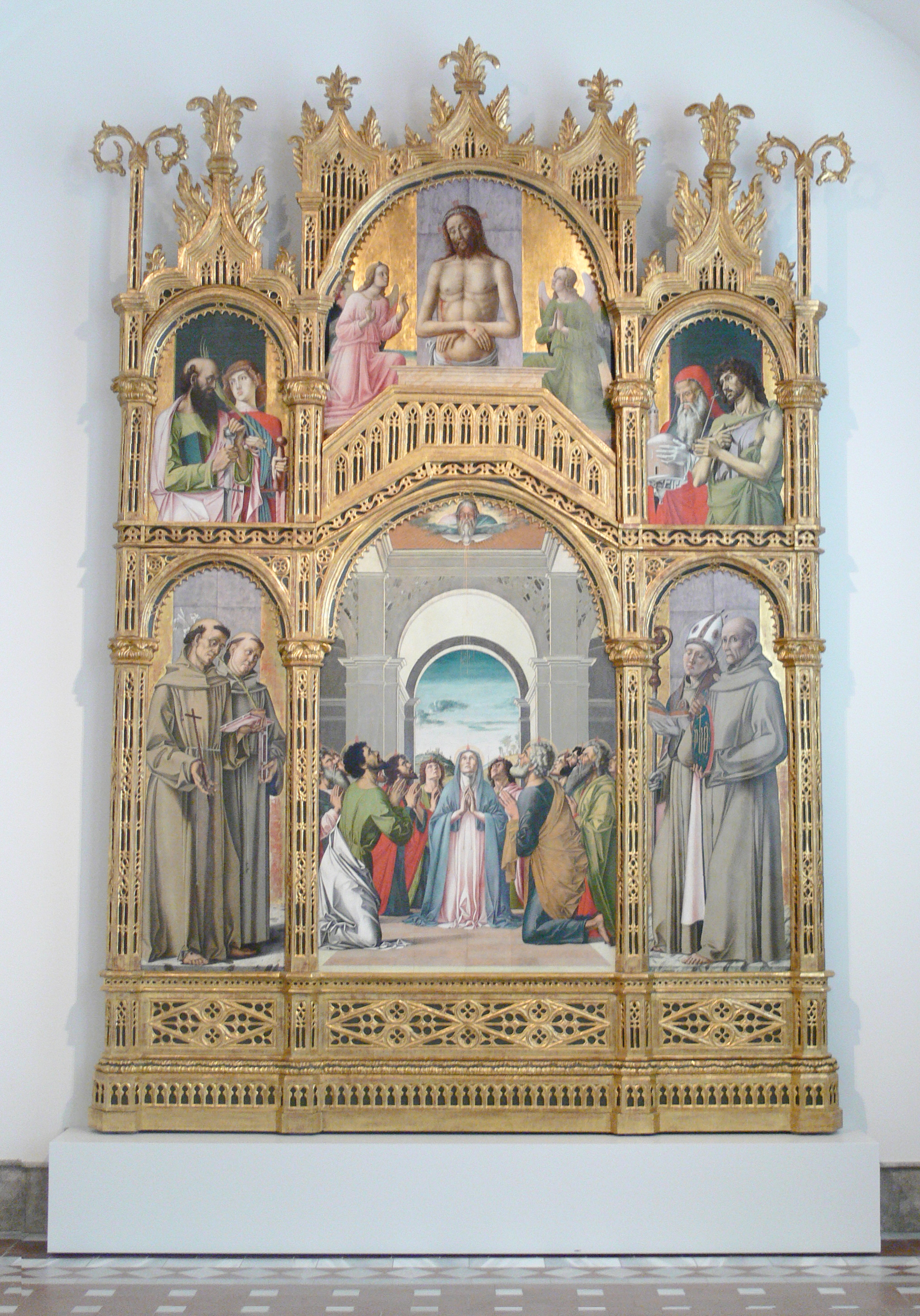
Вівтар Трійці, бл. 1478. Музей Боде, Берлін

Альвізе Віваріні, або Луїджі Віваріні (англ. Alvise or Luigi Vivarini, близько 1446—1502) — італійський живописець, майстер венеційської школи. Відомий майстер доби до появи творів Джованні Белліні. Малював релігійні картини і вівтарі.
Народився в Венеції. Походить з родини венеційських художників. Його батько — Антоніо Віваріні (1415/1420—1480), і його дядько, Бартоломео Віваріні (1432—1499), художники. Художником був і дядя з боку матері — Джованні д'Алеманья (пом. у 1450).
Перші художні навички отримав в родині. Серед перших вчітелів Альвізе називають також Якопо де Барбарі. Мав впливи від картин Джованні Белліні, більш обдарованого і талановитого за Альвізе. Можливо, саме Альвізе навчав талановитого художника і портретиста Лоренцо Лотто, відомостей про ранішні роки якого не збережено. Помер в Венеції.
Основні твори
- Св. Христофор (1464, Ватикан, Пінакотека; у співавторстві з А. Віваріні);
- Св. Августин (1469, Венеція, галерея Академії);
- Розп'яття (1469—1471), Мілан, Музей Польді-Пеццолі)
- Вівтар Трійці (бл. 1478, Берлін, Музей Боде.